# Brunia virgata
Brunia virgata är en tvåhjärtbladig växtart som beskrevs av Adolphe-Théodore Brongniart. Brunia virgata ingår i släktet Brunia och familjen Bruniaceae. Inga underarter finns listade.